# Mouvement national populaire
Pour les articles homonymes, voir Mouvement national.
Le Mouvement national populaire est un ancien parti politique marocain né en 1991 d'une scission au sein du Mouvement populaire. En 1996, il donne naissance à un nouveau parti de centre droit appelé le Mouvement démocratique et social, puis à l'Union démocratique en 2001. En mars 2006, le parti disparaît et fusionne avec son parti père le Mouvement populaire.

## Histoire
Ce parti a été fondé par Mahjoubi Aherdane en 1991 après avoir été écarté de la présidence du Mouvement populaire en 1986. Mohand Laenser devient alors Secrétaire général du Mouvement populaire. Lors des législatives de 1993, le MNP obtient 25 sièges alors que le MP obtient 51 sièges.

## Résultats électoraux
Lors de sa première participation aux législatives de 1993, le parti est arrivé 6e en obtenant 25 sièges sur les 333 constituant la chambre basse marocaine. Lors des législatives de 1997, le Mouvement national populaire a obtenu 19 sièges. En 2002, le parti a obtenu 18 sièges à la Chambre des représentants.